# Ismael Kirui
Ismael Kirui (Kapcherop, Distrito de Marakwet, 20 de fevereiro de 1975) é um antigo atleta queniano que foi, por duas vezes, campeão do mundo de 5000 metros nas edições de 1993 e de 1995. Foi também vice-campeão mundial de 10000 metros em 1990 e de 5000 metros em 1992.
Kirui é o irmão mais novo de Richard Chelimo e primo de Moses Kiptanui e William Mutwol.

## Marcas pessoais
As principais marcas obtidas por Ismael Kirui são as seguintes:
| Prova           | Marca    | Local               | País     | Data                 |
| --------------- | -------- | ------------------- | -------- | -------------------- |
| 3000 m (pista)  | 7'39"82  | Berlim              | Alemanha | 27 de agosto de 1993 |
| 5000 m (pista)  | 13'02"75 | Zurique             | Suíça    | 16 de agosto de 1995 |
| 10000 m (pista) | 27'06"59 | Estugarda           | Alemanha | 16 de agosto de 1993 |
| 15 km (estrada) | 42'42"   | La Courneuve, Paris | França   | 3 de maio de 1998    |